# Clodomiro Ramírez
Clodomiro Ramírez Botero (Abejorral, 17 de mayo de 1869-Medellín, 17 de septiembre de 1940) fue un abogado y político colombiano.  
Se desempeñó como Ministro de Gobierno, Procurador general de Colombia y como Gobernador de Antioquia. 

## Biografía
Hijo del abogado Heliodoro Ramírez Arango y de Fermina Botero Villegas. Estudió Derecho en la Universidad de Antioquia, graduándose de abogado en 1892. Entre 1893 y 1894 sirvió como juez del circuito de Abejorral, para después ser nombrado Juez Segundo Superior del Distrito Judicial de Antioquia.
Fue Notario Segundo de Medellín y magistrado del Tribunal Superior de Antioquia. Ejerció como Secretario de Hacienda de Antioquia durante los mandatos de Marceliano Vélez y de Rafael Giraldo Viana y como diputado a la Asamblea Departamental de Antioquia, siendo elegido en 1904, 1909, 1911 y 1920, ejerciendo en varias ocasiones la presidencia de ese órgano legislativo.
En el ámbito nacional, se desempeñó como Ministro de Gobierno durante el gobierno de Carlos Eugenio Restrepo entre 1913 y 1914, Senador de la República por el Departamento de Cauca entre 1911 y 1915 y durante el gobierno de Enrique Olaya Herrera se desempeñó como procurador general de Colombia. Se desempeñó como gobernador de Antioquia en dos mandatos, el primero entre 1903 y 1904, y el segundo entre 1912 y 1913. Durante su mandato como gobernador reconoció como institución oficial a la Academia Antioqueña de Historia, de la cual era miembro.
Se desempeñó como Rector de la Universidad de Antioquia entre 1934 y 1938, institución de la cual fue profesor de su facultad de Derecho. Fue redactor de los periódicos La Patria, La República y Colombia.